# 1888 au Manitoba
Chronologie du Manitoba
- 1884
- 1885
- 1886
- 1887
- 1888
- 1889
- 1890
- 1891
- 1892

Cette page concerne des événements qui se sont produits durant l'année 1888 dans la province canadienne du Manitoba.

## Politique

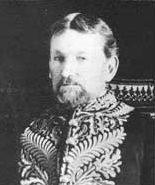
John Christian Schultz

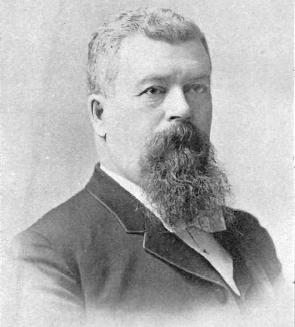
Thomas Greenway

- Premier ministre : David Howard Harrison puis Thomas Greenway
- Chef de l'Opposition :
- Lieutenant-gouverneur : James Cox Aikins puis John Christian Schultz
- Législature :